# Maya Research Program
Das Maya Research Program (MRP) ist eine US-amerikanische Non-Profit-Organisation (501C3) mit dem Ziel, archäologische und ethnographische Forschung in Mittelamerika zu finanzieren. Die Organisation wurde im Januar 1993 gegründet, hat ihren Sitz in Tyler (Texas) und organisiert jeden Sommer archäologische Feldarbeit in den prähistorischen Maya-Stätten Blue Creek in Nordwest von Belize, sowie in Grey Fox, Nojol Nah, Tulix Mul, Tz’unun und Xnoha.
Das MRP wurde schon von der National Geographic Society, der National Science Foundation, von der Foundation for the Advancement of Mesoamerican Studies, der Heinz Foundation und dem American Council of Learned Societies unterstützt.